# SOMP
SOMP (англ. Students' Oxygen Measurement Project — Студенческий проект по измерению концентрации кислорода) — малый спутник форм-фактора CubeSat 1U, созданный студентами Дрезденского технического университета при поддержке Германского центра авиации и космонавтики.
Космический аппарат имеет две научные цели:
- измерение концентрации атомарного кислорода в верхних слоях атмосферы с использованием электролитического датчика кислорода «FIPEX» (Flux/Phi Probe Experiment);
- испытание гибких тонкопленочных солнечных элементов (TFSC — Thin Film Solar Cells).

Запуск состоялся 19 апреля 2013 в 10:00 UTC (14:00 по московскому времени) ракетой-носителем Союз-2.1а с космодрома Байконур. SOMP был закреплён на поверхности спутника Бион-М №1 совместно с другими малыми космическими аппаратами: АИСТ № 2, BeeSat-2, BeeSat-3, Dove-2, OSSI-1 и успешно отделился 21 апреля.